# Шикарное приключение Шарпей
«Шикарное приключение Шарпей» (англ. Sharpay's Fabulous Adventure, ранее известный как англ. High Stakes, and Broadway Bound) — фильм кинокомпании Уолта Диснея Walt Disney Pictures», являющийся ответвлением «Классного мюзикла», с Эшли Тисдэйл в главной роли.
Премьера прошла 19 апреля 2011 года.

## Сюжет
Шарпей Эванс (Эшли Тисдейл) исполняет танцевальный номер в загородном клубе «Лава Спрингс» (Gonna Shine). Там же она знакомится с известным продюсером и кастинг-директором Джерри Тейлором (Пэт Мастроянни), который предлагает ей сняться в его новом шоу на Бродвее. Шарпей просит своего отца Вэнса (Роберт Кертис Браун) позволить ей переехать в Нью-Йорк и жить самостоятельно. Он нерешительно соглашается, но у него есть условие: если план провалится и она не появится в шоу к концу месяца, Шарпей придется вернуться к родителям и работать в «Лава Спрингс». В Нью-Йорке Шарпей выгоняют из ее пентхауса, потому что туда не пускают собак, а она отказывается расставаться со своей собакой Боем.
Прогуливаясь по улице, она знакомится с Пейтоном Левереттом (Остин Батлер), начинающим кинорежиссером и сыном подруги матери Шарпей по колледжу. Он предлагает ей квартиру-студию, если она станет героиней его кинопроекта. Шарпей соглашается, но приходит в смятение, когда понимает, что жизнь в Нью-Йорке не так гламурна, как дома. Чтобы поднять ей настроение, Пейтон выводит ее на сцену бродвейского театра, что вдохновляет ее извлечь максимум пользы из сложившейся ситуации. На следующий день Шарпей отправляется на прослушивание, но обнаруживает, что Джерри хотел прослушать Бой только на роль лучшего друга в своем новом мюзикле «Лучший друг девушки».
Она впадает в уныние, но с помощью Пейтона проходит с ним прослушивание («Мой мальчик и я»), только для того, чтобы оказаться в паре с очень конкурентоспособной детской звездой Роджером Эллистоном (Брэдли Стивен Перри) и его породистым кавалером кинг-чарльз спаниелем Графиней («Моя девочка и я»). Позже Шарпей знакомится со звездой Бродвея Эмбер Ли Адамс (Кэмерон Гудман), звездой шоу, которой Шарпей восхищается. Репетиции начинаются на следующее утро, режиссеры Джилл Сэммс (Алек Мапа) и Нил Робертс (Джек Плотник) используют обеих собак попеременно, чтобы определить, кому из них достанется роль.
После репетиций Эмбер Ли увольняет свою ассистентку и нанимает Шарпей, которая соглашается в надежде, что это поможет Бою быть выбранным. Позже, притворившись подругой Шарпей и намекнув, что Бой получит роль, Эмбер Ли убеждает Шарпей стать ее горничной. Бой и Графиня убегают вместе, безумно влюбленные, и наслаждаются прогулкой по городу («Малышка»). Шарпей и Роджер впадают в панику, наконец объединяясь, чтобы найти собак. Пейтон находит их и возвращает двум новым друзьям. В конце дня Пейтон говорит Шарпей, что девушка, с которой он познакомился в первый день, скорее поверила бы в свои собственные таланты, чем продала бы душу, чтобы добиться успеха, и они ссорятся. Шарпей узнает, что Эмбер Ли планирует убрать собак из шоу и сделать все это ради нее. Убитая горем, Шарпей ищет поддержки у Пейтон, и они мирятся. На следующий день (первый день предварительных просмотров) Шарпей и Роджер придумывают план по удалению Эмбер Ли из шоу. Роджер размазывает сырую курицу по ее золотым туфлям, и когда Эмбер Ли надевает их, собаки начинают лизать ее туфли. Ее план срабатывает, когда Эмбер Ли раскрывает свое истинное лицо зрителям, которые приходят в ярость и начинают освистывать ее из-за ее вспышки гнева. Однако Эмбер Ли покидает производство, а Шарпей уволена.
Когда шоу вот-вот отменят из-за потери его звезды, Пейтон показывает свои кадры, на которых Шарпей поет эмоциональную балладу шоу ("Самый тщательно хранимый секрет Нью-Йорка"). Впечатленные, режиссеры восстанавливают Шарпей на главную роль. Однако Шарпей соглашается на эту роль только при условии, что Бой и Графиня разделят роль лучшей подруги поровну. Режиссеры соглашаются, и производство возобновляется. Шарпей делится с Пейтон своими страхами перед тем, как стать звездой. Заверив ее, что у нее все будет отлично, Пейтон целует ее. В ночь премьеры повсюду папарацци, а поклонники и звезды наводняют театр, чтобы посмотреть премьеру "Лучшей подруги девушки". Пейтон, родители Шарпей и весь мир наблюдают, как Шарпей наконец выходит на сцену в своем бродвейском дебюте ("Остаток моей жизни").

## Дополнительная сцена
В сцене, эксклюзивно показанной на телевидении и Netflix, брат-близнец Шарпей Райан (Лукас Грейбил), во время перерыва в своем музыкальном турне по стране, наносит ей визит после того, как она стала звездой Бродвея, чтобы поздравить ее. Когда Бой убегает из квартиры Шарпей, она гонится за ним, а Райан расслабляется на кровати своей сестры, пока она не складывается обратно в шкаф, забирая его с собой.

## В ролях
- Эшли Тисдейл — Шарпей Эванс
- Остин Батлер — Пэйтон Леверетт
- Брэдли Стивен Перри — Роджер Элистон
- Лорен Коллинз — Тиффани Марлос
- Кэмерон Гудман — Эмбер Ли Адамс
- Алек Мапа — Гилл Сэмс
- Джек Плотник — Нил Робертс
- Шон Бифилд — Тревор Грей
- Джордж Молина — Г-н Гонсалес
- Алессандра Канито — Луп Кендал
- Роберт Кертис Браун — Ванс Эванс
- Джессика Так — Дарби Эванс
- Лукас Грейбил — Райан Эванс (эпизод в конце фильма)

## Производство
Тисдейл выступила исполнительным продюсером фильма, совместно с Биллом Борденом и Барри Розенбуш, которые ранее выпустили первые три фильма из серии «Классных мюзиклов». В процессе объявления, Гэри Марш, президент каналов Disney по всему миру, сказал: В Шарпей Эшли Тисдэйл воплотила в жизнь один из самых запоминающихся комедийных символов из тех, что мы видели за последние годы. Этот фильм открывает абсолютно новую главу в жизни Шарпей: как она пытается культивировать человека, которого похоронили глубоко-глубоко внутри неё — сложного и веселого. «Невероятные приключения Шарпей» было рабочим названием, до того, как фильм был переименован в «Высокие ставки» (High Stakes). Но затем название изменили обратно на «Невероятные приключения Шарпей».
Бывшая актриса «Классных мюзиклов» Ванесса Хадженс выразила заинтересованность в роли-камео в новом фильме. Однако, 21 мая 2010 года Эшли Тисдейл сказала MTV, что Хадженс не появится в фильме, потому что она «слишком занята и прочее», но заявила, что там будет её специальное появление в качестве гостя.
8 июня присоединились к актёрскому составу Остин Батлер и Брэдли Стивен Перри.
Съемки начались 25 мая 2010 года в Торонто, Канада, и завершились 6 июля 2010 года. Официальный трейлер был выпущен на канале YouTube DisneyMovies 4 ноября 2010.
Это вторая совместная работа Эшли Тисдейл и Остина Батлера (первой была картина «Пришельцы на чердаке»).

## Саундтрек
22 мая 2010 года Эшли подтвердила, что она записала музыку для фильма и также сообщила о четырёх оригинальных песнях, которые будут в фильме. Тисдейл были записаны песни «Мой мальчик и я» и «Всю жизнь». В пресс-релизе канала Дисней собираются записать «Блеск» и «Лучший в Нью-Йорке хранитель секретов», которые были подтверждены в качестве двух других оригинальных песен и будут внедрены в фильм.